# Vicente José da Maia
Vicente José da Maia (Caçapava do Sul, 1807 - Pelotas, 25 de agosto de 1869) foi um político brasileiro.
Filho de Vicente José da Maia e Francisca de Lima, cursou a Faculdade de Direito de São Paulo, graduando-se em 1834. Casou com Maria Cipriana Barcelos.
Foi vereador em Pelotas (1845-1848 e 1853-1856) e eleito deputado provincial na 2ª Legislatura da Assembleia Legislativa Provincial do Rio Grande do Sul.